# كوين لطيفة
دانا إلين أوينز (بالإنجليزية: Queen Latifah) (من مواليد 18 مارس 1970) والمعروفة باسم كوين لطيفة وهي مغنية راب وممثلة ومقدمة برامج قد حصلت على عدة جوائز وترشيحات ولها جائزة غولدون غلوب وإثنين من جوائز نقابة ممثلي الشاشة وجائزة آمي ورُشحت أيضاً لجائزة أوسكار.

## نشأتها
ولدت وترعرعت كوين لطيفة في شرق أورانج بولاية نيوجرسي وهي ابنة رينا (براي نيي) وهو مدرس يعمل في مدرسة ثانوية انفصل والديها بالطلاق
اسم شهرتها «لطيفة», وجدته في كتاب للاسماء بالعربية في عمر الثامنة.
تعرضت الفنانة في طفولتها للاغتصاب على يد جليس للاطفال كان يعمل لدى عائلتها, لم تستطيع ان تبوح به الى ان بلت سن ال20 عاماً حينها صارحت عائلتها بانها تعرضت للاغتصاب.

## روابط خارجية
- كوين لطيفة على موقع IMDb (الإنجليزية)
- كوين لطيفة على موقع ميتاكريتيك (الإنجليزية)
- كوين لطيفة على موقع الموسوعة البريطانية (الإنجليزية)
- كوين لطيفة على موقع روتن توميتوز (الإنجليزية)
- كوين لطيفة على موقع قاعدة بيانات الأفلام العربية
- كوين لطيفة على موقع ألو سيني (الفرنسية)
- كوين لطيفة على موقع ميوزك برينز (الإنجليزية)
- كوين لطيفة على موقع رولينغ ستون (الإنجليزية)
- كوين لطيفة على موقع تيرنر كلاسيك موفيز (الإنجليزية)
- كوين لطيفة على موقع أول موفي (الإنجليزية)